# Pepelnična sreda
Pepelníčna sréda (kratko pepelníca) je premakljiv praznik v katoliškem koledarju. Praznuje se na sredo, 46 dni pred veliko nočjo. S pepelnico se začenja postni čas – pepelnična sreda je prvi postni dan. Cerkev je ta praznik uvedla po letu 1091. 
Bistvena značilnost pepelnice je obred pepeljenja – posipanja s pepelom. Pri tem obredu duhovnik vernikom na čelo s pepelom nariše znamenje križa in zraven izreče besede:
Spreobrni se in veruj evangeliju!
ali tudi
Spominjaj se, da si prah in da v prah se povrneš!
Pepeljenje je bilo poznano že prej in v stari zavezi zasledimo, da so se ljudje oblekli v raševino in se potresli s pepelom. Križ pa je znamenje premagane smrti (Jezusova smrt na križu). Pepeljenje vernike spominja, da smo vsi ljudje zapisani smrti, spokornost pa je prvi korak na poti k vstajenju. 
Pepelnica je uvod v postni čas, v katerem naj bi se verniki odrekli grehu in se pripravili, da s Kristusom vstanejo k novemu življenju. Pepelnična sreda je (tako kot veliki petek) dan posta in zdržka mesa.